# Curtea Internațională de Justiție

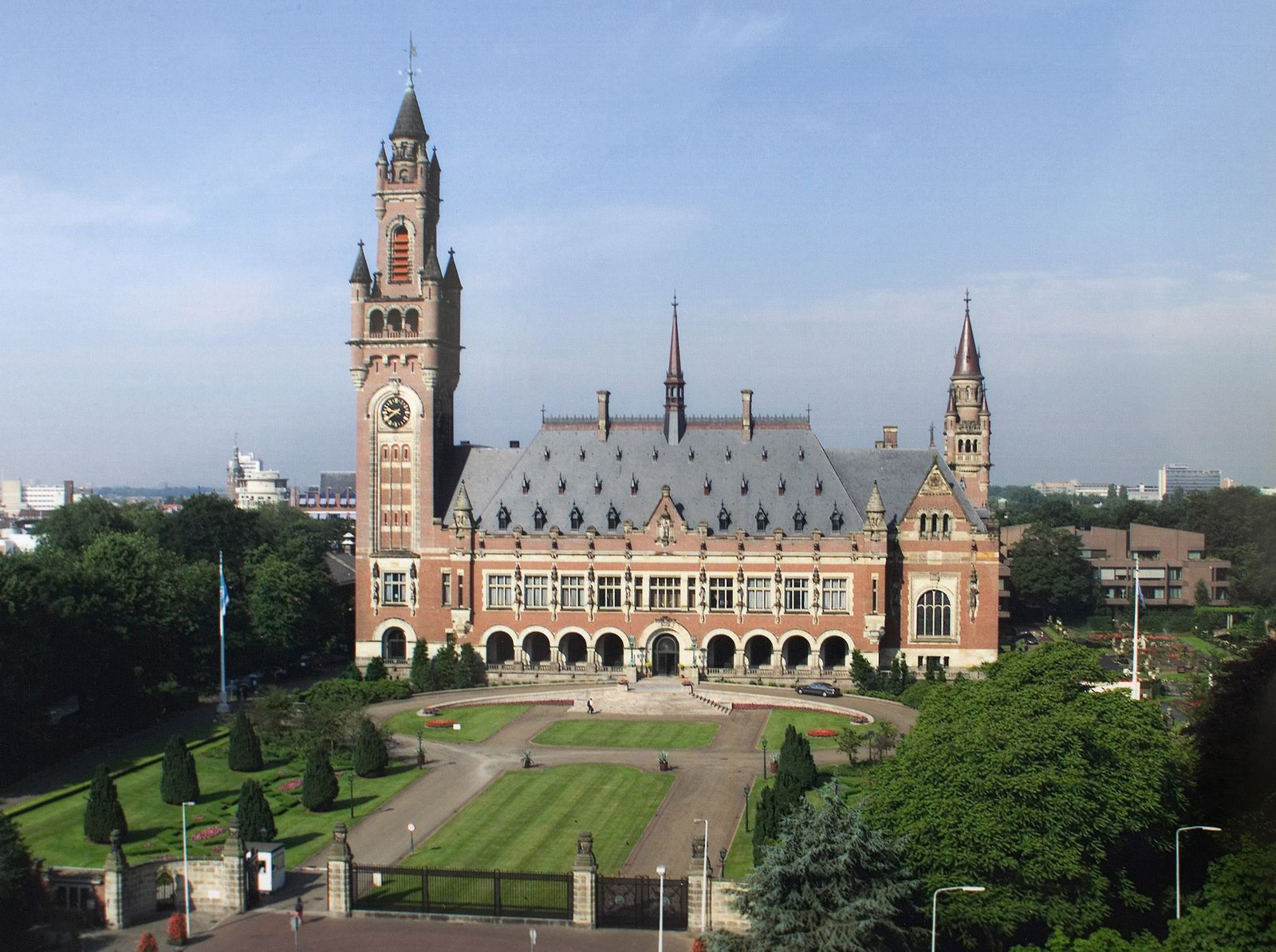
Palatul Păcii din Haga, Olanda

Curtea Internațională de Justiție (cunoscută și drept Curtea Mondială sau CIJ; franceză Cour internationale de justice) este principalul organ judiciar al Națiunilor Unite. Ea are sediul în Palatul Păcii de la Haga, Țările de Jos. Principalele sale funcții legale sunt soluționarea litigiilor prezentate de către statele membre și de a da avizele consultative cu privire la întrebările adresate de către organele autorizate în mod corespunzător. CIJ nu ar trebui să fie confundată cu Curtea Penală Internațională, care are de asemenea potențial „global” de competență.

## Activitatea
Înființată în anul 1945 de către Carta ONU, Curtea a început activitatea în 1946 ca succesoare a Curții Permanente Internaționale de Justiție. Statutul Curții Internaționale de Justiție, similară cu cea a predecesorului său, este principalul document care constituie documentul constituant și de reglementare a Curții. Munca Curții se caracterizează printr-o gamă largă de activitatea judiciară. CIJ s-a confruntat cu relativ puține cazuri în istoria sa, dar a fost sesizată în mod clar o creștere a dorinței de a folosi Curtea începând cu anii 1980, în special în rândul țărilor în curs de dezvoltare. Statele Unite au retras competența obligatorie în 1986, și așa mai acceptă jurisdicția Curții numai de la caz la caz. Capitolul XIV al Cartei Organizației Națiunilor Unite autorizează Consiliul de Securitate ONU de a pune în aplicare hotărârile Curții Mondiale, dar aplicarea este condiționată de dreptul de veto a celor cinci membri permanenți ai Consiliului. În prezent există douăsprezece cazuri la Curtea Mondială.

## Componența

### Judecătorii permanenți
CIJ este compusă din cincisprezece judecători aleși pentru nouă ani de către Adunarea Generală a ONU și Consiliul de Securitate al ONU de pe o listă de persoane nominalizate de către grupuri naționale în Curtea Permanentă de Arbitraj. Procesul electoral este prevăzut la articolele 4-12 din Statutul CIJ. Judecătorii servesc pentru un mandat de nouă ani și pot fi realeși pe o perioadă de până la două mandate. Alegerile au loc o dată la trei ani, cu o treime din judecătorii pensionați (în funcție și, eventual, pentru re-alegere) de fiecare dată, pentru a asigura continuitatea în instanța de judecată.
În cazul în care un judecător moare în funcție, practica, în general,este de a se alege un judecător de aceeași naționalitate pentru a finaliza termenul. Nu pot fi doi judecători din aceeași țară. În conformitate cu articolul 9, în calitate de membri ai Curții se presupune că aceștia reprezintă "principalele forme de civilizație și principalele sisteme juridice ale lumii". În esență, acest lucru a însemnat dreptul comun, dreptul civil și legea socialistă (acum, legea post-comunistă). Din anii 1960 patru dintre cei cinci membri permanenți ai Consiliului de Securitate (Franța, Rusia, Marea Britanie, și Statele Unite) au avut întotdeauna un judecător la Curtea de Justiție. Excepția a fost China (Republica China până în 1971, Republica Populară Chineză din 1971 încoace), care nu a avut un judecător la Curte de la 1967-1985, deoarece nu a prezentat un candidat. De regulă, există o compoziție geopolitică în ciuda faptului că nu există nicio prevedere pentru aceasta în Statutul CIJ.
Articolul 2 din statut prevede că toți judecătorii ar trebui să fie aleși, indiferent de naționalitatea acestora din rândul "persoanelor de o înaltă considerație morală", care sunt fie calificate pentru cele mai înalte funcții jurisdicționale în statele lor de origine sau sunt cunoscute ca avocați cu suficientă competență în dreptul internațional. Independența judiciară este tratată în mod special de articolele 16-18. Judecătorii CIJ nu sunt în măsură să dețină orice alt post, și nici nu pot acționa în calitate de avocat. În practică, membrii Curții au propriile lor interpretări a acestor reglementări.  Acest lucru le permite să se implice în afară de arbitraj și în posturile profesionale, atât timp cât nu există nici un conflict de interese. Un judecător poate fi demis doar cu votul unanim al celorlalți membri ai Curții. În ciuda acestor prevederi, independența judecătorilor CIJ a fost pusă la îndoială. De exemplu, în ceea ce privește cazul Nicaragua, SUA a emis un comunicat, sugerând că acesta nu a putut prezenta materiale sensibile Curții din cauza prezenței unor judecători din blocul comunist. Deciziile și avizele sunt luate cu majoritate, și, în caz de divizare egală, votul președintelui devine decisiv. Judecătorii își pot exprima și opinii separate atunci când nu sunt de acord cu hotărârea luată.

### JudecătoriiAd-hoc
Articolul 31 din Statut stabilește o procedură prin care in cazul in care niciunul dintre judecătorii ad-hoc, desemnați pentru cazurile controversate în fața Curții. Acest sistem permite oricărei părți la un caz contencios să numescă un judecător la alegerea lor (de obicei, de naționalitatea acestora), în cazul în care un judecător de cetățenie nu este deja numit. Judecătorii Ad-hoc participă pe deplin în caz și la deliberări, împreună cu judecătorii permanenți. Astfel, este posibil ca, într-un singur caz să delibereze peste șaptesprezece judecători. Acest sistem ar putea părea ciudat, în comparație cu instanțele din procesele interne, dar scopul lui este de a încuraja statele să-și prezinte cazul în fața Curții. Judecătorii ad-hoc, de obicei, (dar nu întotdeauna) votează în favoarea statului, care i-a numit și, astfel își anulează reciproc votul.

### Camerele Curții
Acestea sunt constituite pentru examinarea specifică a unor cazuri precum cele privind conflicte de muncă, privind tranzitul, comunicațiile etc. De asemenea poate fi instituită la cererea părților și o cameră de judecată ad-hoc pentru soluționarea cauzelor cu o procedura sumară, formată din 3 până la 5 judecători.

### Componența curentă
Din aprilie 2012, componența Curții este, după cum urmează:
| Nume                             | Țara                       | Poziția         | Ales       | Sfârșitul mandatului |
| -------------------------------- | -------------------------- | --------------- | ---------- | -------------------- |
| Peter Tomka                      | Slovacia                   | Președinte      | 2003       | 2021                 |
| Bernardo Sepúlveda Amor          | Mexic                      | Vice-Președinte | 2006       | 2015                 |
| Hisashi Owada                    | Japonia                    | Membru          | 1994, 2003 | 2021                 |
| Ronny Abraham                    | Franța                     | Membru          | 1994, 2003 | 2018                 |
| Sir Kenneth Keith                | Noua Zeelandă              | Membru          | 2000, 2009 | 2015                 |
| Mohamed Bennouna                 | Maroc                      | Membru          | 2000, 2006 | 2015                 |
| Leonid Skotnikov                 | Rusia                      | Membru          | 2003       | 2015                 |
| Antônio Augusto Cançado Trindade | Brazilia                   | Membru          | 2005, 2009 | 2018                 |
| Abdulqawi Ahmed Yusuf            | Somalia                    | Membru          | 2006       | 2018                 |
| Sir Christopher Greenwood        | Regatul Unit               | Membru          | 2006       | 2018                 |
| Xue Hanqin                       | China                      | Membru          | 2006       | 2021                 |
| Joan E. Donoghue                 | Statele Unite ale Americii | Membru          | 2006       | 2015                 |
| Giorgio Gaja                     | Italia                     | Membru          | 2009       | 2021                 |
| Julia Sebutinde                  | Uganda                     | Membru          | 2009       | 2021                 |
| Dalveer Bhandari                 | India                      | Membru          | 2009       | 2018                 |

## Jurisdicția
Așa cum se menționează la articolul 93 din Carta ONU, toți cei 193 membri ONU sunt parte ai Curții de Justiție. Statele care nu sunt membre ONU pot, de asemenea, deveni parte ai Curții de Justiție, în temeiul articolului 93 alineatul (2). De exemplu, înainte de a deveni membru al Națiunilor Unite, Elveția a folosit această procedură, în 1948; Nauru de asemenea, a devenit parte în 1988. O dată ce un stat este parte al curții, are dreptul de a supune cazuri în fața Curții. Cu toate acestea, calitatea de parte la Curte nu dă automat jurisdicție Curții asupra litigiilor care implică aceste părți. Problema de competență este apreciată din două aspecte: procedura contencioasă și avizele consultative.

### Procedura contencioasă
În cazul procedurii contencioase (prin care se urmărește soluționarea unui litigiu), CIJ pronunță hotărâri cu caracter obligatoriu între statele care acceptă să se supună statutului Curții. Numai statele pot fi parte în cazurile controversate (competența ratione personae). Persoanele fizice, societățile, părțile unui stat federativ sau ONG-uri sunt excluse de la participarea directă, deși Curtea poate primi informații din partea organizațiilor internaționale publice. Aceasta nu exclude interesele non-statale care fac obiectul unei proceduri de stat în cazul în care acesta din urmă aduce cazul împotriva altuia. De exemplu, un stat poate, în caz de "protecție diplomatică", aduce un caz în numele unuia dintre resortisanții sau corporații.
Jurisdicția este adesea o chestiune crucială pentru Curte în cazurile contencioase. Principiul cheie este că CIJ este competentă numai în baza consimțământului statelor (competența ratione materiae) și anume că pot fi supuse Curții doar litigiile pe care statele i le supun. Articolul 36 descrie cele patru baze de la care competența Curții poate fi fondată: interpretarea unui tratat, orice problemă de drept internațional, existența oricărui fapt care, dacă ar fi stabilit, ar constitui încălcarea unei obligații internaționale și natura sau întinderea reparației datorate pentru încălcarea unei obligații internaționale.

### Avizele consultative
CIJ poate emite avize consultative la solicitarea: Adunării Generale, Consiliului de Securitate sau a instituțiilor specializate ale ONU, numai în domeniile lor de activitate și cu avizul Adunării Generale. Statele nu pot solicita Curții avize consultative.

## Legea aplicată
La soluționarea cauzelor, instanța aplică dreptul internațional, așa cum este rezumat în articolul 38 din Statutul CIJ, care prevede că, la adoptarea deciziilor sale, instanța aplică convențiile internaționale, obiceiurile internaționale și "principiile generale de drept recunoscute de națiunile civilizate". Aceasta se poate referi, de asemenea, la scrierea academică ("învățăturile celor mai înalți publiciști ai diferitelor națiuni") și la hotărârile judecătorești anterioare care să contribuie la interpretarea legii, deși instanța nu este obligată în mod oficial de deciziile sale anterioare conform doctrinei precedente. Articolul 59 clarifică faptul că noțiunea de drept precedent sau hotărâre de stare comună nu se aplică deciziilor CIJ. Decizia instanței leagă numai părțile la această controversă. Cu toate acestea, în temeiul articolului 38 alineatul (1) litera (d), instanța poate lua în considerare propriile decizii anterioare.